# San Teodoro (Sardinië)

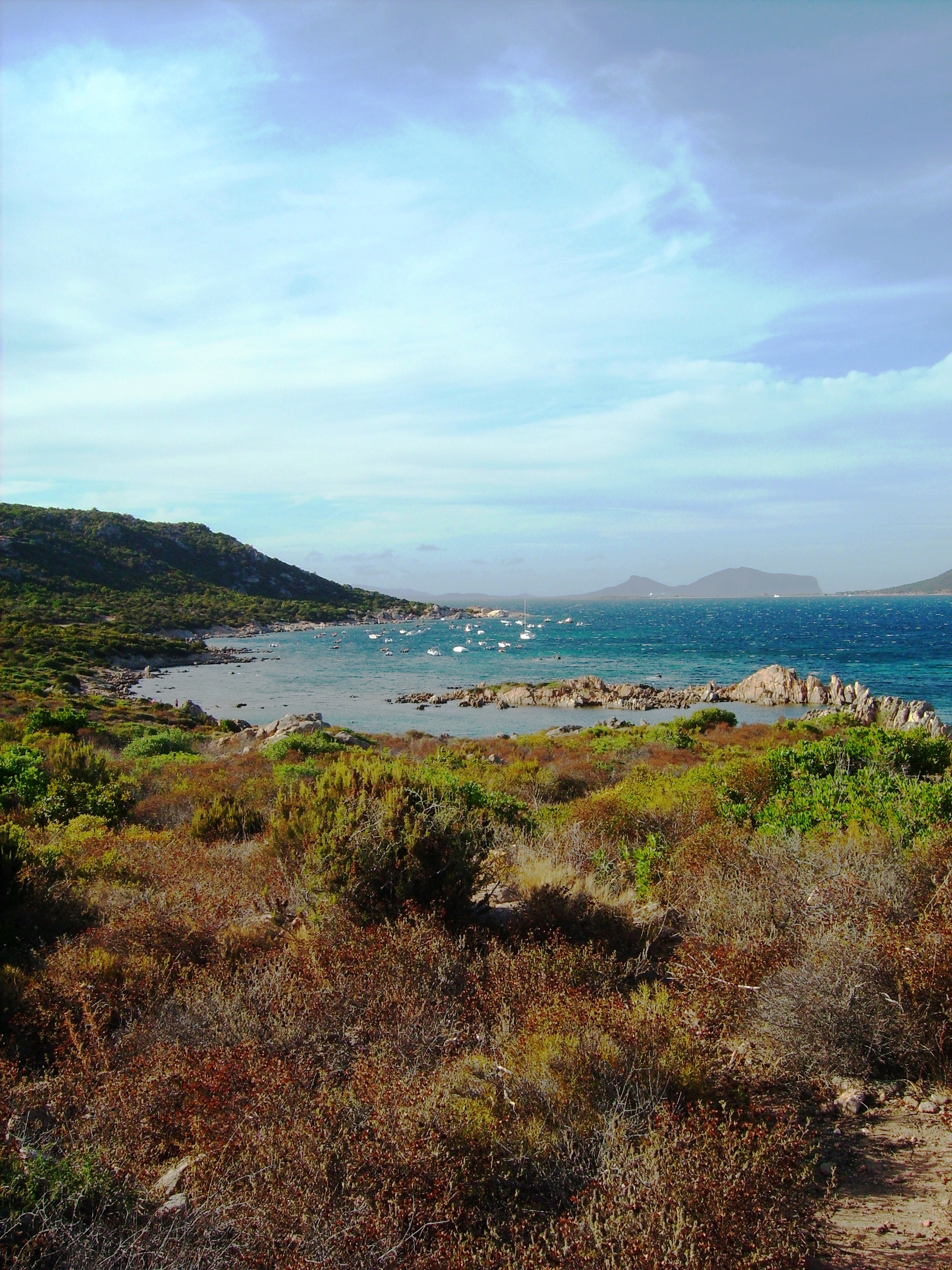
Cala Ginepro

San Teodoro is een gemeente in de Italiaanse provincie Sassari (regio Sardinië) en telt 3565 inwoners (31-12-2004). De oppervlakte bedraagt 104,8 km², de bevolkingsdichtheid is 34 inwoners per km².
De volgende frazioni maken deel uit van de gemeente: Suareddha, Monte Petrosu, Straulas, Buddhitogliu, La Traversa, Lu Fraili, Sitagliacciu.

## Demografie
San Teodoro telt ongeveer 1564 huishoudens. Het aantal inwoners steeg in de periode 1991-2001 met 23,8% volgens cijfers uit de tienjaarlijkse volkstellingen van ISTAT.
| Jaar | Inwoneraantal |
| ---- | ------------- |
| 1991 | 2507          |
| 2001 | 3103          |

## Geografie
San Teodoro grenst aan de volgende gemeenten: Budoni, Loiri Porto San Paolo, Padru, Torpè (NU).